# تود ستيفنز
تود ستيفنز (بالإنجليزية: Todd Stephens)‏ هو سياسي أمريكي، ولد في 22 سبتمبر 1971 في الولايات المتحدة. حزبياً، نشط في الحزب الجمهوري. وقد انتخب عضو مجلس نواب بنسيلفانيا.